# 乐元镇
乐元镇，是中华人民共和国贵州省黔西南布依族苗族自治州望谟县下辖的一个乡镇级行政单位。

## 行政区划
乐元镇下辖以下地区：
乐元村、纳管村、谭龙村、板降村、董万村、拉么村、由么村、里好村、坝怀村、平朗村、纳尖村、弄寒村、纳新村和纳沙村。